# Catedral de la Santíssima Trinitat (Geòrgia)
La catedral de la Santíssima Trinitat, també coneguda com a catedral de Sant Jordi, està situada al poble de Samgreni, al districte de Kareli, a la riba esquerra del riu Dzia i a l'extrem est del riu Kura. Els signes estilístics se'n remunten del segle iii al VII.
Ha estat declarada pel govern de Geòrgia Monument Cultural destacat de Geòrgia.

## Descripció del monument
El complex és una sèrie d'edificis de tipus «església en creu inscrita» (9,6 X 8,8 metres, alçada 10,6 m), realitzats amb una pedra arenosa vermellosa ben afinada. El plànol s'expressa clarament a l'interior i en les masses externes. L'edifici s'alça en tres plantes, sota la qual es troba un ampli aqüeducte sobre una roca. L'eix est-oest de l'edifici és una mica allargat. L'entrada n'és a la part sud. L'interior de l'església és un espai únic: al centre hi ha una cúpula, on s'ha agregat un arc complet a cada braç. Des del centre quadrat fins a la cúpula, es realitza el sistema d'arc de triomf: quatre quadrats es col·loquen a les cantonades i vuit trombes més petites sobre seu. La cúpula, per tant, consta en octogonal. Els braços del creuer estan ensostrats amb cambres cilíndriques. El nivell de la coberta va augmentant gradualment d'est a oest.
El terratrèmol del 8 de maig de 1940 va causar destrosses a la cúpula, les cambres, la part sud i les parets del braç est. Els treballs de restauració a l'església els anys 1950 - 1953 es van realitzar per un equip científic i el monument va ser tornat al seu aspecte originari.

## Inscripcions
Hi ha dues inscripcions en el monument. La primera -a la façana oriental, sota la finestra- està datada del segle X i parla sobre un canal al poble de Yerwitz. La segona -a la secció superior de la façana sud- està directament relacionada amb la catedral:
| « | Per segona vegada, Déu ha oblidat el mestre de la Pasqua. Sobirà de Déu | » |

A la vigília dels segles XV-XVI, els propietaris d'aquest lloc: Panaskertel-Tsitsishvili van escollir l'església i van esculpir el nom de sant Jordi.

## Façana
L'interior de l'església s'ha aconseguit amb plaques de paret elaborades amb fileres de pedra allargades. La linealitat horitzontal de la seqüència de línies està estrictament protegida. Dins de les façanes únicament se subratllen l'entrada i les finestres. La imatge ornamentada com una espècie de serps a l'arc de la finestra es troba a la part oriental. Les parts altes de les llanternes sud i oest estan cobertes per petits arcs. Les finestres estretes que es tallen en la cúpula estan decorades, tot i que no és fàcil de veure des de sota. L'església estava coberta de rajoles. La rajola dels segles XV-XVI i XIX s'ha unit amb la rajola originària.